# Aricia impunctata
Aricia impunctata är en fjärilsart som beskrevs av Charles Oberthür 1910. Aricia impunctata ingår i släktet Aricia och familjen juvelvingar. Inga underarter finns listade i Catalogue of Life.